# Барбара Мори
Барбара Мори Очоа (на испански: Barbara Mori Ochoa) е уругвайска актриса.

## Биография
Родена е на 2 февруари 1978 г. в град Монтевидео, Уругвай. Когато е на три години родителите ѝ се развеждат и тя се премества в Мексико. Актрисата има уругвайско - японски и мексикански корени. Има брат – Кинтаро Мори и сестра – Кения Мори, която също е актриса. На 14 години започва да работи като сервитьорка и тогава се запознава с Маркос Толедо, който ѝ предлага работа като модел. Има връзка от 1997 до 2000 г. със Серхио Майер от когото има син Серхио.

## Филмография

### Филми
- 1 a minute (2010)
- Viento en contra (2010) – Луиса Браниф
- Kites (2010) – Наташа
- Violanchelo (2008)
- Cosas insignificantes (2008) – Паола
- Por siempre (2007)
- Pretendiendo (2006) – Аманда/Eлена
- La mujer de mi hermano (2005) – Зои
- Inspiracion (2001) – Алехандра
- Tric Trac (1997)

### Теленовели
- Луна (Luna) (2014) – Луна/Соледад
- Две луни (Dos Lunas) (2013)
- Руби (Rubi) (2004) – Руби Перес Очоа
- Любов или измама (Amor descarado) (2003) – Фернанда Лира
- Женски поглед: завръщането (Mirada de mujer: el regreso) (2003) – Моника
- Колелата на любовта (Súbete a mi moto) (2002) – Нели
- Любов... да обичаш с коварство (Amores… querer conalevosía) (2001) – Каролина Моралес
- Умирам за теб (Me muero por tí) (1999-2000) – Санта
- Асул Текила (Azul Tequila) (1998) – Асул Видал
- Женски поглед (Mirada de mujer) (1998) – Моника Сан Милян Домингес
- На север от сърцето (Al norte del corazón) (1997)